# Малый Тюнтерь
Малый Тюнтерь (мар. Тӱнтер) — деревня в Мари-Турекском районе Республики Марий Эл. Входит в состав Марийского сельского поселения.

## География
Находится в восточной части республики Марий Эл на расстоянии приблизительно 32 км по прямой на юг-юго-восток от районного центра посёлка Мари-Турек.

## История
Основана в 1927 переселенцами из татарской деревни Тюнтерь (Татарстан). К 1930 году переселилось 18 семей, 63 жителя. В 1946 году в деревне было 35 дворов, 140 человек, в 1960 28 и 136. С 1984 года население деревни начало сокращаться. Работали колхоз «Кызыл Юлдуз», «Юлдуз», совхозы имени Кирова и «За мир».

## Население
Население составляло 80 человек (татары 99 %) в 2002 году, 65 в 2010.